# Cyclophyllum rectinervium
Cyclophyllum rectinervium är en måreväxtart som först beskrevs av Albert Charles Smith, och fick sitt nu gällande namn av Albert Charles Smith och Steven P. Darwin. Cyclophyllum rectinervium ingår i släktet Cyclophyllum och familjen måreväxter. Inga underarter finns listade i Catalogue of Life.